# Trzebiemir
Trzebiemir, Trzebiemiar, Trzebiemier – staropolskie imię męskie, złożone z członów: Trzebie- (od prasł. *terba — "czyszczenie, trzebienie, ofiara", *terbiti — "karczować, trzebić, czyścić") i -mir ("pokój"). Mogło oznaczać "tego, który oczyszczając od wroga zapewnia pokój".
Notowane w Polsce od ok. 1265 roku. Niektóre możliwe staropolskie zdrobnienia: Trzeba (masc.), Trzebała (masc.), Trzebek, Trzebinka (masc.), Trzebisz, Trzebko, Trzebna (masc.), Trzebo, Trzeboł, Trzebost, Trzebosz, Trzeboszka (masc.), Trzechow, Trzeszek, Trzyszka (masc.).  
Trzebiemir imieniny obchodzi 15 sierpnia.